# 가는등갈퀴
가는등갈퀴(학명: Vicia tenuifolia)는 콩과 나비나물속에 속한 덩굴성 여러해살이풀로, 살갈퀴와는 같은 속에 속한다. 1.5m까지 자라고, 보라색을 띠는 꽃은 6-8월에 개화하며, 새순과 줄기를 식용한다.